# Willi Fricke
Willi Fricke (Linden-Limmer, 6 gennaio 1913 – 15 giugno 1963) è stato un calciatore tedesco, di ruolo attaccante.